# Jacques Monod
Jacques Lucien Monod (1910-1976) là nhà sinh vật học người Pháp. Ông cùng với François Jacob phát hiện ra cơ chế điều hòa hoạt động của gene. Họ cùng với André Lwoff cùng được trao Giải Nobel Sinh lý và Y khoa vào năm 1965.